# 上田誠也 (小惑星)
上田誠也（うえだせいや、6868 Seiyauyeda、せいやうえだ）は小惑星帯に位置する小惑星のひとつ。
1992年4月、串田嘉男と村松修が八ヶ岳南麓天文台で発見した。

## 名称
地球科学者で東京大学名誉教授の上田誠也（1929年生まれ）に因む。地球物理学を専門とする上田は、プレートテクトニクス研究の日本における第一人者として知られる。命名文では、上田の研究が電磁気による地震予知に関しても多くの寄与を行ったことが記されている。
命名は2003年5月の小惑星回報（MPC 48388）で公表された。

## 註
1. 1 2  MPC 48388（2003年5月1日）